# Adrián Menéndez
Adrián Menéndez-Maceiras (Marbella, España) es un tenista profesional español.

## Carrera
En 2012 se clasificó por primera vez a un Grand Slam, en Wimbledon. En la primera ronda del cuadro principal, perdió ante Michael Russell por 6-3, 6-1 y 7-6(7).
Su ranking más alto a nivel individual fue el puesto n.º 111, alcanzado el 8 de junio de 2015. A nivel de dobles alcanzó el puesto n.º 104 el 19 de marzo de 2012.
Ha ganado hasta el momento doce títulos de la categoría ATP Challenger Series. Tres de ellos fueron en la modalidad de individuales y los nueve restantes en dobles.
A nivel ATP, posee una marca 5-13, habiendo sido su mejor actuación los cuartos de final del New York Open 2018. Sus otras 3 victorias se produjeron en Quito 2015, Newport 2017, y el US Open 2017. Cabe reseñar precisamente esta victoria del US Open, su primera y hasta el momento única victoria de un grande, después de haber jugado la fase previa de los anteriores 17 sin conseguir clasificar al cuadro final. Cayó derrotado en la segunda ronda ante Juan Martín del Potro, por un resultado de 6-2, 6-3 y 7-6(3). 

## Challengers y Futures (4+9)
| Leyenda           |
| ----------------- |
| Challengers (4+0) |
| Futures (9+0)     |

### Individuales (13)
| N.º | Fecha      | Torneo               | Superficie    | Oponentes en la final   | Resultado           |
| --- | ---------- | -------------------- | ------------- | ----------------------- | ------------------- |
| 1.  | 08.07.2007 | Pozoblanco (Córdoba) | Dura          | Dudi Sela               | 6-4, 0-6, 7-5       |
| 2.  | 02.04.2017 | León                 | Dura          | Roberto Quiroz          | 6-4, 3-6, 6-3       |
| 3.  | 20.05.2017 | Samarcanda           | Tierra batida | Aldin Setkic            | 6-4, 6-2            |
| 4.  | 06.05.2018 | Puerto Vallarta      | Dura          | Danilo Petrovic         | 1-6, 7-5, 6-3       |
| 5.  | 26.03.2006 | Portugal F2          | Dura          | Daniel Muñoz de la Nava | 3-6, 6-4, 6-3       |
| 6.  | 21.01.2007 | España F1            | Tierra batida | Javier Genaro Martínez  | 7-6(1), 3-6, 7-6(2) |
| 7.  | 25.02.2007 | España F7            | Tierra batida | Gastão Elias            | 3-6, 6-2, 6-4       |
| 8.  | 01.03.2009 | España F7            | Tierra batida | Georgi Rumenov Payakov  | 6-4, 6-3            |
| 9.  | 31.05.2009 | España F17           | Tierra batida | Marc Fornell-Mestres    | 6-2, 6-2            |
| 10. | 19.07.2009 | Francia F12          | Tierra batida | João Sousa              | 1-6, 6-4, 7-5       |
| 11. | 02.08.2009 | Alemania F12         | Tierra batida | Cedrik-Marcel Stebe     | 7-5, 6-1            |
| 12. | 11.10.2009 | España F34           | Dura          | Pavol Cervenak          | 6-3, 6-3            |
| 13. | 03.10.2010 | España F35           | Dura          | João Sousa              | 7-5, 7-6(6)         |

#### Finalista en individuales (14)
| N.º | Fecha      | Torneo             | Superficie    | Oponentes en la final | Resultado           |
| --- | ---------- | ------------------ | ------------- | --------------------- | ------------------- |
| 1.  | 27.01.2008 | Miami              | Tierra batida | Eric Prodon           | 4-6, 4-6            |
| 2.  | 08.01.2012 | Numea              | Dura          | Jérémy Chardy         | 4-6, 3-6            |
| 3.  | 19.04.2014 | San Luis de Potosí | Tierra batida | Paolo Lorenzi         | 1-6, 3-6            |
| 4.  | 03.08.2014 | Segovia            | Dura          | Adrian Mannarino      | 3-6, 0-6            |
| 5.  | 26.10.2014 | Pune               | Dura          | Yuichi Sugita         | 7-6(1), 4-6, 4-6    |
| 6.  | 10.01.2015 | Numea              | Dura          | Steve Darcis          | 3-6, 2-6            |
| 7.  | 12.04.2015 | León               | Dura          | Austin Krajicek       | 7-6(3), 6-7(5), 4-6 |
| 8.  | 25.10.2015 | Bangalore          | Dura          | James Ward            | 2-6, 5-7            |
| 9.  | 16.04.2017 | San Luis de Potosí | Tierra batida | Andrej Martin         | 5-7, 4-6            |
| 10. | 18.02.2007 | España F6          | Tierra batida | Matwe Middelkoop      | 5-7, 6-4, 0-6       |
| 11. | 04.11.2007 | España F39         | Tierra batida | Marc Fornell-Mestres  | 4-6, 4-6            |
| 12. | 09.10.2011 | España F36         | Dura          | Iván Navarro          | 7-6(4), 4-6, 6-7(6) |
| 13. | 30.10.2011 | Francia F20        | Dura (i)      | David Goffin          | 3-6, 2-6            |
| 14. | 03.07.2016 | España F19         | Dura          | Ricardo Ojeda Lara    | 2-6, 3-6            |

### Dobles (9)
| N.º | Fecha      | Torneo                        | Superficie | Compañero            | Oponentes en la final               | Resultado        |
| --- | ---------- | ----------------------------- | ---------- | -------------------- | ----------------------------------- | ---------------- |
| 1.  | 27.02.2011 | Challenger de Casablanca      | Tierra     | Guillermo Alcaide    | Leonardo Tavares Simone Vagnozzi    | 6-2, 6-1         |
| 2.  | 05.06.2011 | Challenger de Prostějov       | Tierra     | Serguéi Bubka        | David Marrero Rubén Ramírez Hidalgo | 7-5, 6-2         |
| 3.  | 18.07.2011 | Challenger de Milán           | Tierra     | Simone Vagnozzi      | Andrea Arnaboldi Leonardo Tavares   | 0-6, 6-3, [10-5] |
| 4.  | 26.02.2012 | Challenger de Mequinez        | Tierra     | Jaroslav Pospíšil    | Gerard Granollers Iván Navarro      | 6-3, 3-6, [10-8] |
| 5.  | 31.03.2013 | Challenger de San Luis Potosí | Tierra     | Marin Draganja       | Marco Chiudinelli Peter Gojowczyk   | 6-4, 6-3         |
| 6.  | 03.05.2014 | Challenger de Ostrava         | Tierra     | Andréi Kuznetsov     | Alessandro Motti Matteo Viola       | 4-6, 6-3, [10-8] |
| 7.  | 18.10.2014 | Challenger de Indore          | Dura       | Aleksandr Nedoviésov | Yuki Bhambri Divij Sharan           | 2-6, 6-4, [10-3] |
| 8.  | 13.05.2015 | Challenger de Karshi          | Dura       | Yuki Bhambri         | Sergey Betov Mijaíl Yelguin         | 5-7, 6-3, [10-8] |
| 9.  | 31.10.2015 | Challenger de Pune            | Dura       | Gerard Granollers    | Maximiliam Neuchrist Divij Sharan   | 1-6, 6-3, [10-6] |